# Suzuki rm500
Suzuki rm500 var Suzuki's motocrossmaskine for 500 cc klassen tilbage i 1980'erne. Rm500 kom i 1983 og var afløser for den populære rm465.
Suzuki rm500 kom på verdensmarkedet i 1983 og kunne efterfølgende kun fås på det amerikanske og canadiske marked i 1984 og 1985.
Suzuki rm500 havde en 498 cc totaktsmotor og var en meget konkurrencedygtig motocrossmaskine.
Suzuki har vundet flere verdensmesterskaber i 500cc klassen, og langt de fleste med den legendariske motocrosskører, den belgiskfødte Roger de Coster.